# Fédération vaudoise des jeunesses campagnardes
La Fédération vaudoise des jeunesses campagnardes (abrégé FVJC) est une fédération fondée en 1919 et réunissant en son sein les sociétés de jeunesse campagnarde du canton de Vaud.

## Histoire

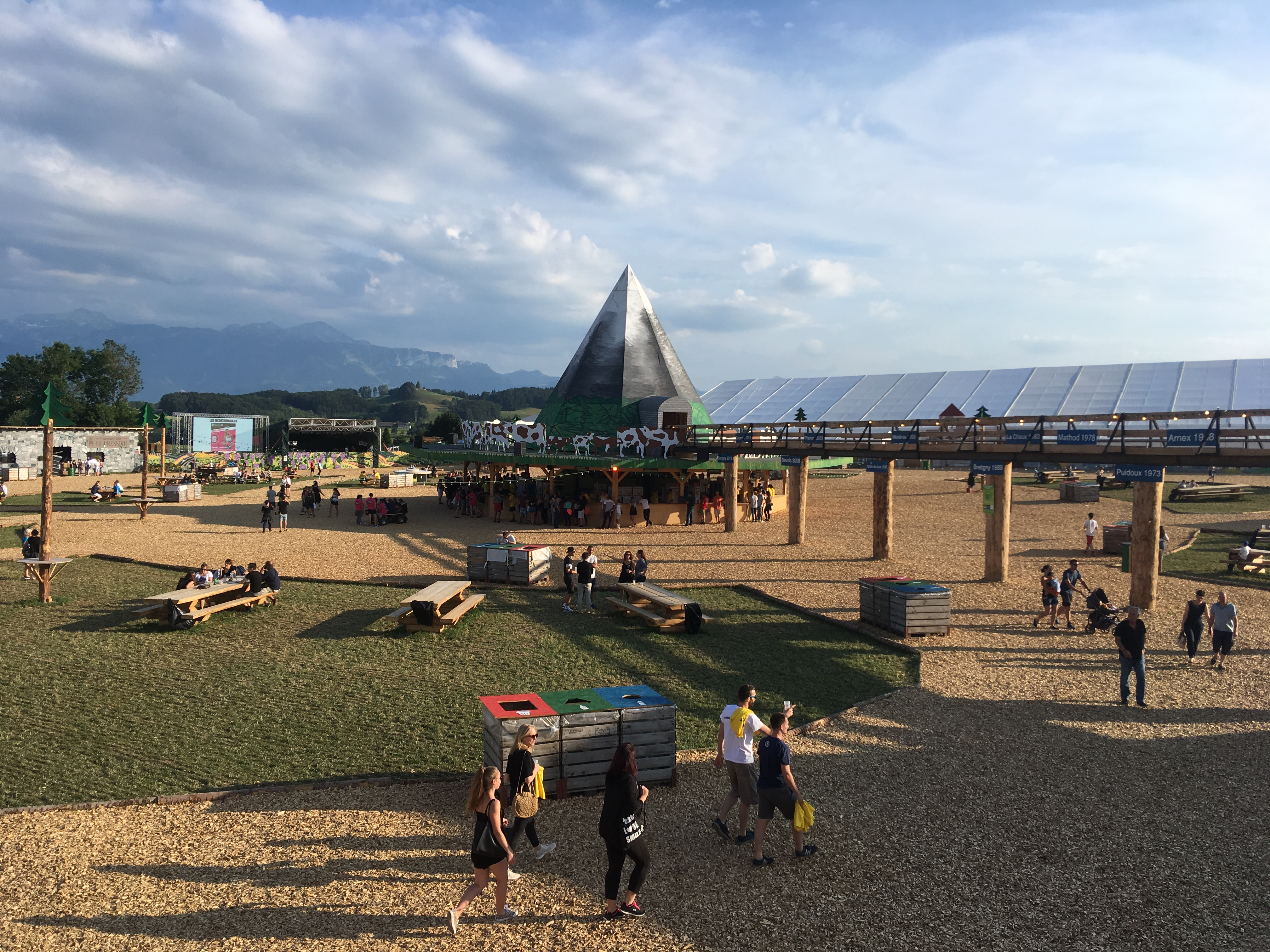
Le site de la cantonale 2019 à Savigny.

Le 24 mai 1919, vingt-sept sociétés de jeunesses du canton de Vaud se réunissent au Café Noverraz à Lausanne et fondent la FVJC. Albert Jaton, géomètre de Morges, en est le premier président,. 
Les buts de la FVJC, qui souhaite notamment limiter l'exode rural, sont alors fixés : « La Fédération a pour objet de coordonner les jeunes forces campagnardes en unissant les sociétés de jeunesse vaudoises […]. Elle s'intéresse à toutes les questions patriotiques, économiques, sociales ou sportives tendant au progrès de la cause agricole, viticole et montagnarde, ainsi qu’au développement matériel, intellectuel, moral et physique de ses membres en particulier et de la communauté en général. »
En 2019, année du 100e anniversaire de la FVJC, la fête cantonale organisée à Savigny attire environ 115 000 personnes.
En 2023, une série télévisée de quatre épisodes est consacrée aux sociétés de jeunesses campagnardes du Canton de Vaud. Réalisée par Céline Pernet et Daniel Wyss, et coproduite par Climage et la RTS, la série s'intitule Jeunesses !

## Structure et effectifs
Les organes administratifs qui composent la FVJC sont :
- un Bureau Central (BC, exécutif) composé de 5 membres (Président, Vice-Président médias, Vice-Président sécurité, Caissier et Secrétaire).

- un Comité Central (CC, législatif) qui est composé des 5 membres du BC ainsi que de 4 comités régionaux (les comités de Girons) composés chacun de 3 membres (Président, Secrétaire, Membre), soit un total de 17.

- les Commissions, qui sont chargées d'assurer le bon déroulement sportif des diverses manifestations fédérées (Ski, Rallye, Archives, Jury, Tir, Informatique, Organe de Contrôle, Médias ainsi que Théâtre). Le nombre de membres par commissions va de 3 à 11. De plus, les Présidents (ou leurs remplaçants) des différentes commissions participent aux séances du Comité Central afin de faire entendre leurs voix.

En tout, ce sont donc quelque 110 bénévoles qui participent au bon fonctionnement de la FVJC.

## Déroulement de l'année
L'assemblée générale est convoquée à l'ordinaire chaque 4e dimanche de janvier. Cette échéance marque le début de l'année fédérée. Celle-ci se poursuit en février par le camp à ski, puis au printemps par un concours théâtral bi-annuel et un rallye (près de 200 équipes). L'été venu, sont organisés les quatre fêtes de giron (1000 athlètes chacune) et le tir (1400 tireurs), exception faite des années de fête cantonale. Précisons que les disciplines pratiquées lors d'une fête de giron sont au nombre de six, soit l'athlétisme, le cross, le tir à la corde, la lutte, le football ainsi que le volley-ball.
- Quatrième dimanche de janvier, assemblée des délégués ;
- Février, camp à ski ;
- Avril (bi-annuel), concours théâtral ;
- Week-end de la Pentecôte, rallye ;
- Juin-août, 4 girons, un par région ;
- Cantonale (les 4 girons sont regroupés en une fête cantonale tous les 5 ans) ;
- Les rencontres FVJC (année de cantonale) ;
- Septembre, tir cantonal.

## Sports
Les activités de la FVJC seront multiples, allant du concours de chant au lancer de la pierre (15 kg) à la course cycliste. Mais les épreuves reines resteront le tir à la corde et la lutte fédérée, appelée lutte « Cherpillod», en hommage à Armand Cherpillod, champion du monde de lutte, qui donna à la Fédération ce sport toujours pratiqué dans les jeunesses. Le tir dès 1929, le camp à ski en 1943, le cross en 1952, le rallye en 1956, le football à six joueurs en 1972, le volley-ball féminin en 1994 et le concours théâtral dès 1996 compléteront la liste des joutes proposées aux fédérés. Une épreuve de snowboard complète les disciplines du camp à ski depuis l’an 2000.

## Assemblée Générale de La FVJC
C'est une assemblée qui se déroule le troisième dimanche de janvier. Elle marque le début de l'année Fédérée. Toutes les jeunesses sont représentées par deux délégués. C'est le président de la Fédération qui tient l'assemblée. 

## Manifestations organisées

### Rallye FVJC
Le rallye se déroule toutes les années lors du week-end de Pentcôte. Il se différencie des girons par l'absence de sport le dimanche. Mais les sports sont remplacés par un rallye motorisé dans la région organisatrice. Les équipes doivent participer à des jeux humoristiques et à un questionnaire.. à Midi, une dictée est organisée. L'après-midi un Rallye pédéstre est fait dans le village organisateurs et se déroule comme celui du matin (jeux et questionnaire). 

### Girons
En pleine restructuration, la FVJC décide de se subdiviser par arrondissements régionaux. On crée d'abord trois girons, campagnard, viticole et montagnard mais cette idée sera vite abandonnée et les Girons du Nord (1931), du Pied du Jura (1932), du Centre (1933), du Gros-de-Vaud (1942) et de la Venoge (1943) se constitueront. Les Girons de la Venoge et du Gros-de-Vaud seront toutefois dissous et la naissance du Giron de la Broye (1958) donnera finalement la répartition connue aujourd'hui.

#### Giron du Nord
Lors de sa création le 27 juillet 1930 le Giron du Nord comprenait 12 sociétés. Actuellement 53 sociétés en font partie. En 1999, 6 challenges annuels de gymnastique, ainsi que 2 challenges au tir et celui du rallye pédestre, ont été remportés par les jeunes "nordistes", bravo à eux. Une rengaine, dont la mélodie provient d'ailleurs du "Pied", prétend que nous sommes les plus forts, mais si nous aimons la chanter, c'est pour manifester notre présence ou par souci d'identité. Car à chaque rencontre membres et jeunesses nous démontrent leur motivation, leur enthousiasme et leur dynamisme en en usant de "l'esprit fédéré", ouvert et généreux, qui règne au sein de la FVJC.

#### Giron de la Broye
Si les Girons du Nord, du Centre et du Pied-du-Jura ont tous été fondés dans les années trente, la création du Giron de la Broye est plus récente. En effet, c’est en 1959 que le Giron de la Broye a été fondé à la suite de la suppression de celui du Gros-de-Vaud dont les sociétés affiliées peinaient à s’entendre pour organiser à tour de rôle la fête annuelle. Cette réorganisation permettait ainsi de regrouper un nombre plus important de jeunesses au sein du nouveau Giron de la Broye.
À ce jour, la fête cantonale a fait halte à 2 reprises dans la Broye: à Mézières en 1993 et Thierrens en 2003.

#### Giron du Centre
Le Giron du Centre a été créé le 26 février 1933. Le 3 septembre 1933 au Chalet à Gobet, lors de la première rencontre du Giron du Centre que présidait  Edmond Pasche (né en 1911), quelques jeunes s'étaient retrouvés dans les tramways lausannois (TL) qui assuraient alors le transport du public et des marchandises depuis la capitale vaudoise jusqu'aux hauts de la ville et ses  environs. À cette occasion, des "challenges TL" furent remis aux organisateurs de chaque giron afin de récompenser les compétiteurs méritants. Malgré la mise en  place des Girons régionaux, les fêtes cantonales ont gardé jusqu'à aujourd'hui leur importance dans l'esprit des membres de la F.V.J.C.
Le Giron du Centre organise en 2019 la fête cantonale à Savigny, année célébrant le 100e anniversaire de la FVJC.

#### Giron du Pied du Jura
Le giron du Pied du Jura a été fondé en 1936. Le premier giron dit du Pied s'est déroulé en 1936 à Pampigny. La première fois que la cantonale s'est arrêté au Pied du Jura c'était en 1963 à Cuarnens. 

### Cantonale
Dans les premières années, on célébrait une fois par an la Fête Cantonale. Mais en 1948, l'assemblée générale décidait que cette grande manifestation aurait lieu tous les cinq ans en substitution aux fêtes régionales. Cette fête remplace les quatre girons et dure trois semaines. Beaucoup de disciplines sportives sont proposées durant ces trois semaines. Elle est clôturée le dernier dimanche par une partie officielle.

#### Liste des Cantonale FVJC
- 1921 - Payerne
- 1922 - Mézières
- 1923 - Blonay
- 1924 - Corcelles-sur-Chavornay
- 1925 - Puidoux
- 1926 - Mathod
- 1928 - Glion
- 1948 - Mathod
- 1953 - Mont-sur-Lausanne
- 1958 - Froideville
- 1963 - Cuarnens
- 1968 - Arnex-sur-Orbe
- 1973 - Puidoux
- 1978 - Mathod
- 1983 - La Chaux-sur-Cossonay
- 1988 - Bretigny-sur-Morrens
- 1993 - Mézières
- 1998 - La Vallée de Joux
- 2003 - Thierrens
- 2008 - Bavois
- 2013 - Colombier
- 2019 - Savigny
- 2024 - Givrins[8]

### Rencontres FVJC
Les Rencontres FVJC est une manifestation organisée sous l'égide de la FVJC. Elle se déroule tous les 5 ans, l'année de la Cantonale FVJC. Son but premier est de réunir les sociétés de jeunesse de Suisse entière.

## Citation
« Les Jeunesses campagnardes constituent un phénomène civique, de groupement, d'union, de joie de vivre. Elles constituent un phénomène civique, de participation de citoyennes et citoyens engagés à la vie publique.
Davantage : les Jeunesses campagnardes constituent un phénomène culturel. Elles sont porteuses de valeurs authentiques et permanentes. Des valeurs de civilisation, précisément. Les Jeunesses campagnardes les ont maintenues vivaces et elles les ont inlassablement propagées. »

— Jean-Pascal Delamuraz, à propos du 75e anniversaire FVJC.